# Fibrosarkom
Ein Fibrosarkom oder fibroblastisches Sarkom ist ein bösartiger Tumor bei Tieren und Menschen, der aus Bindegewebszellen entsteht und durch unreife proliferierende Fibroblasten oder anaplastische Spindelzellen gekennzeichnet ist.
Das Fibrosarkom ist ein sehr seltener Tumor, der beim Menschen in jeder Altersgruppe vorkommt, sogar angeboren sein kann. Daher werden kongenitale bzw. infantile Arten bei Kindern unter fünf Jahren und die adulte Form unterschieden. Am häufigsten tritt er bei Männern jenseits des vierten Lebensjahrzehntes auf. Die Therapie besteht in einer großzügigen chirurgischen Entfernung des Tumors mit anschließender Radio- bzw. Chemotherapie. Die Prognose ist meist ungünstig.
Das Fibrosarkom wurde 1943 von der Gruppe der Osteosarkome abgegrenzt, da die 5-Jahres-Überlebensrate hier mit 31 Prozent deutlich besser lag als bei Osteosarkomen.
Das Feline Fibrosarkom stellt mit ca. 40 Prozent aller Fälle die zweithäufigste Hautkrebsform bei Katzen dar. Hierbei wird vermutet, dass ein Zusammenhang der Tumorbildung mit Injektionen (Injektions-assoziiertes Fibrosarkom) besteht. In diesen Fällen ist die Wahrscheinlichkeit der Bildung von Metastasen bedeutend höher.